# Zatoka Liaotuńska
Zatoka Liaotuńska (chiń. upr. 辽东湾; chiń. trad. 遼東灣; pinyin Liáodōng Wān) – zatoka u wybrzeży północno-wschodnich Chin na Morzu Żółtym, stanowi część Zatoki Pohaj. Wcina się na ok. 220 km w głąb lądu, szerokość do 175 km, głębokość do 50 m. Uchodzi do niej rzeka Liao He. Największe miasto i port nad zatoką to Yingkou.